# Otok Baker
Otok Baker (engl. Baker Island) je nenastanjen otok u Tihom oceanu koji pripada američkim otočjima. Ima površinu od ca. 1,5 km² i nalazi se na koordinatama 0°13′0" sjeverne zemljopisne širine 176°31′0" zapadne zemljopisne dužine.

## Povijest
Od 1857. godine pripada SADu. Godine 1935. probalo se nastanit taj otok što nije uspjelo zbog početka drugog svjetskog rata.
Veći zemljovid se može pogledati u zbirci Perry-Castañeda Library Map Collection, odjel Australija/Oceanija: